# Ямайка на зимних Олимпийских играх 1998
Ямайка принимала участие в Зимних Олимпийских играх 1998 года в Нагано (Япония) в четвёртый раз за свою историю, но не завоевала ни одной медали.

## Результаты соревнований

### Бобслей
двойки
| Спортсмены                | 1 заезд   | 1 заезд | 2 заезд   | 2 заезд | 3 заезд   | 3 заезд | 4 заезд   | 4 заезд | Итоговый результат | Итоговое место |
| Спортсмены                | Результат | Место   | Результат | Место   | Результат | Место   | Результат | Место   | Итоговый результат | Итоговое место |
| ------------------------- | --------- | ------- | --------- | ------- | --------- | ------- | --------- | ------- | ------------------ | -------------- |
| Девон Харрис Майкл Морган | 56,56     | 30      | 56,52     | 30      | 56,36     | 30      | 56,30     | 29      | 3:45,74            | 29             |

четвёрки
| Спортсмены                                       | 1 заезд   | 1 заезд | 2 заезд   | 2 заезд | 3 заезд   | 3 заезд | Итоговый результат | Итоговое место |
| Спортсмены                                       | Результат | Место   | Результат | Место   | Результат | Место   | Итоговый результат | Итоговое место |
| ------------------------------------------------ | --------- | ------- | --------- | ------- | --------- | ------- | ------------------ | -------------- |
| Дадли Стоукс Уинстон Уотт Крис Стоукс Уэйн Томас | 54,41     | 21      | 54,55     | 22      | 54,80     | 21      | 2:43,76            | 21             |